# SonDaRúa
SonDaRúa (frecuentemente escrito Sondarua o Son Da Rúa) es un grupo de rap gallego formado en Puenteareas en 2016.

## Trayectoria
El grupo español se creó formalmente la mediados del 2016 con el lanzamiento de los temas "Fóra" y "Estilo combativo" en la plataforma Youtube. Antes de la constitución del grupo como tal, los dos miembros fundadores ya ofrecían directos en los que alternaban canciones de rap al estilo clásico con DJ, y acústicos en los que Alex Arnoso tocaba la guitarra y Hugo Guezeta solía ser la voz principal.
En el año 2017 lanzan la canción "En galego NON mola", con la que consiguieron el primer puesto de la III edición del concurso Novos Valores del Festigal, y también resultaron ganadores del Concurso Sonidos Mans del Festival Revenidas con "Estilo combativo", lo que les permitió actuar en ambos festivales.
A principios del 2018 lanzaron su primer trabajo de estudio, Liberando mentes, un EP de 5 canciones editado tanto en formato físico como en digital. Posteriormente participan en el sencillo Cultura crítica de la banda de metal NAO junto con Tanxugueiras. A mediados de año editan en todas las plataformas digitales un álbum recopilatorio en forma de EP que lleva como título SonDaRúa Classics, formado por reediciones de antiguos temas solo subidos a Youtube y que habían sido grabados de forma casera por el propio Alex Arnoso. En 2019 publicaron un nuevo videoclip del sencillo Voz da resistencia, que contó con una instrumental de dub del productor Antxon Sagardui del colectivo vasco Crudo Bilbao.
En 2020 publicaron su primero LP, con el título Eterno combate. Este trabajo consta de 12 temas y cuenta con las colaboraciones de Ezetaerre, Skandalo GZ y Navia Rivas. Antes del lanzamiento del disco ya se habían publicado tres de los temas como sencillos y con su respectivo videoclip a modo de adelanto: "Éxodo", "Salsa galaica" y "Pontakas Antifa".
En 2022 anuncian la disolución de la banda con una gira de despedida, con numerosas fechas por todo el territorio gallego y por España. La gira culmina con la publicación del videoclip de "En Pé" y con concierto final en la Sala Capitol, cosechando un Sold Out a los pocos días de su anuncio.

## Miembros
- Hugo Guezeta: MC
- Alex Arnoso: MC, guitarrista y beatmaker
- That Bass: DJ

## Discografía

### Álbumes
- Eterno combate (Playplan, 2020)

### EPs
- Liberando mentes, (Galunk Producciones, 2018)
- SonDaRúa Classics (recopilatorio), (Galunk Producciones, 2018)

### Sencillos
- "Fóra" (2016)
- "Estilo combativo" (2016)
- "En gallego NO mola" (2017)
- "Aceabé" (2017)
- "Liberando mentes" (2018)
- "Meio tolos" (2018)
- Cultura Crítica con Nao y Tanxugueiras (2018)
- "Voz da resistencia" (2019)
- "Éxodo" (2019)
- "Salsa galaica" (2019)
- "Pontakas Antifa" (2020)
- "Eterno Combate" (2020)
- "Duro con O Pirata" (2021)
- "Hardcore Puro" (2021)
- "Rarezas" (2022)